# Duellmanohyla uranochroa
A Duellmanohyla uranochroa a kétéltűek (Amphibia) osztályának békák (Anura) rendjébe és a levelibéka-félék (Hylidae) családjába tartozó faj.

## Előfordulása
A faj Costa Ricában  és Panamában él. Természetes élőhelye a szubtrópusi és trópusi nedves síkvidéki erdők,  folyók, szubtrópusi és trópusi nedves hegyvidéki erdők, folyók. A fajra élőhelyének elvesztése jelent fenyegetést.

## Természetvédelmi helyzete
A vörös lista a sebezhető fajok között tartja nyilván. Costa Rica Monteverde régiójának Cordillera de Tilaran hegységének egyes részen több populációja, 24 másik kétéltűfajjal együtt már kihalt az 1990-es évek során.